# دانشگاه ملی ویتنام، هانوی
دانشگاه ملی ویتنام، هانوی (ویتنامی: Đại học Quốc gia Hà Nội) دانشگاهی واقع در هانوی، پایتخت ویتنام است.
این دانشگاه دارای ۱۰ کالج و دانشکده است. این دانشگاه یکی از دو دانشگاه ملی و نیز یکی از دو دانشگاه بزرگ در ویتنام، پیش از دانشگاه ملی ویتنام، شهر هو چی مینه است.

## رتبه‌بندی
در رتبه‌بندی دانشگاه‌های جهان QS و مؤسسه تایمز در سال ۲۰۲۰ دانشگاه ملی ویتنام در رده ۱۰۰۰–۸۰۱ دنیا قرار گرفته‌است.